# 比留克河
比留克河是俄羅斯的河流，由薩哈共和國負責管轄，河道全長267公里，流域面積約9,700平方公里，河水主要來自融雪，最終注入勒拿河，每年十月至翌年五月結冰。